# Coupe du monde de combiné nordique 2024-2025
Navigation
2023-2024 2025-2026
La Coupe du monde de combiné nordique 2024-2025 est la 42e édition masculine de la Coupe du monde de combiné nordique, mais aussi la 5e édition féminine de cette compétition de combiné nordique organisée annuellement.
Elle se déroule, pour les hommes, du 29 novembre 2024 au 22 mars 2025 en huit étapes se déroulant dans six pays, et chez les femmes du 6 décembre 2024 au 16 mars 2025, en six étapes coïncidant avec des étapes de la Coupe masculine.
En raison de l'Invasion de l'Ukraine par la Russie en 2022, les athlètes russes et biélorusses sont de nouveaux interdits de compétition pour toute la saison.
Vinzenz Geiger et Nathalie Armbruster remportent pour la première fois le classement général de la compétition.

## Organisation de la compétition

### Programme et sites de compétition
Les courses prévues en Italie à Val di Fiemme devaient servir de test events. Cependant, les tremplins n'étant pas prêt, les courses sont annulées. Il n'y a qu'un site de compétition en Allemagne en raison de difficultés financières. Des courses envisagées à Hakuba et à Klingenthal sont annulées par manque de financement. Cinq pays accueilleront des courses et la majorité des accueille les hommes et les femmes sur le même week-end. Aucune épreuve par équipe ni de supersprint ne sont au programme notamment en raison du faible nombre de compétitions. Pour la première fois, en plus du petit globe de cristal destiné au vainqueur du classement compact, il y aura également un petit globe pour les meilleurs du classement de la mass start.

#### Femmes
Les lieux de compétitions prévus sont :
- Norvège : deux sites (Lillehammer et Oslo) ;
- Autriche : deux sites (Ramsau et Seefeld) ;
- Allemagne ; (Schonach) ;
- Estonie ; (Otepää).

Il y a 14 courses individuelles au programme de cette Coupe du monde.

#### Hommes
La totalité des sites de compétition se trouve en Europe :
- Norvège : deux sites (Lillehammer et Oslo) ;
- Finlande : deux sites (Ruka et Lahti) ;
- Autriche : deux sites (Ramsau et Seefeld) ;
- Allemagne ; un site (Schonach) ;
- Estonie : un site (Otepää).

Il y a 19 courses individuelles au programme de cette Coupe du monde.

### Format des épreuves

#### Individuel
Les athlètes exécutent premièrement un saut sur un tremplin suivi d’une course de ski de fond de 10 km. À la suite du saut, des points sont attribués pour la longueur et le style. Le départ de la course de ski de fond s'effectue selon la méthode Gundersen, le coureur occupant la première place du classement de saut s’élance en premier, et les autres s’élancent ensuite dans l’ordre fixé. Le premier skieur à franchir la ligne d’arrivée remporte l’épreuve,.
Un temps envisagé, la distance des courses de ski de fond n'évolue pas,. La Fédération a décidé que se serait désormais les quarante premiers athlètes qui marquent des points (au lieu des trente premiers lors des saisons précédentes). La répartition est la suivante  :
| Place | Points | Place | Points | Place | Points | Place | Points |
| ----- | ------ | ----- | ------ | ----- | ------ | ----- | ------ |
| 1er   | 100    | 11e   | 40     | 21e   | 20     | 31e   | 10     |
| 2e    | 90     | 12e   | 38     | 22e   | 19     | 32e   | 9      |
| 3e    | 80     | 13e   | 36     | 23e   | 18     | 33e   | 8      |
| 4e    | 70     | 14e   | 34     | 24e   | 17     | 34e   | 7      |
| 5e    | 60     | 15e   | 32     | 25e   | 16     | 35e   | 6      |
| 6e    | 55     | 16e   | 30     | 26e   | 15     | 36e   | 5      |
| 7e    | 52     | 17e   | 28     | 27e   | 14     | 37e   | 4      |
| 8e    | 49     | 18e   | 26     | 28e   | 13     | 38e   | 3      |
| 9e    | 46     | 19e   | 24     | 29e   | 12     | 39e   | 2      |
| 10e   | 43     | 20e   | 22     | 30e   | 11     | 40e   | 1      |

#### Mass-start
Les compétiteurs disputent une course de fond en partant tous en même temps. Les temps à l'arrivée sont convertis en points ; à ces premiers viendront s'additionner ceux acquis lors de l'épreuve de saut, qui se déroule dans un deuxième temps. L'athlète ayant le plus de points gagne l'épreuve.
Comme pour les épreuves Gundersen, les quarante premiers athlètes à l'arrivée marquent des points suivants selon la même répartition.

#### Compact
Pour l'épreuve compact, la table de Gundersen n'est pas utilisé pour la conversion en temps, c'est uniquement la place dans le concours de saut qui détermine l'écart au départ de la course de ski de fond. Les écarts lors du départ de la course de ski de fond suivent le tableau suivant :
| Place | Ecart         | Place          | Ecart         |
| ----- | ------------- | -------------- | ------------- |
| 1er   | 0 min 00 s    | 14e            | + 00 min 46 s |
| 2e    | + 00 min 06 s | 15e            | + 00 min 48 s |
| 3e    | + 00 min 12 s | 16e            | + 00 min 50 s |
| 4e    | + 00 min 17 s | 17e            | + 00 min 52 s |
| 5e    | + 00 min 22 s | 18e            | + 00 min 54 s |
| 6e    | + 00 min 26 s | 19e            | + 00 min 56 s |
| 7e    | + 00 min 30 s | 20e            | + 01 min 00 s |
| 8e    | + 00 min 33 s | 21e - 23e      | + 01 min 05 s |
| 9e    | + 00 min 36 s | 24e - 26e      | + 01 min 10 s |
| 10e   | + 00 min 38 s | 27e - 29e      | + 01 min 15 s |
| 11e   | + 00 min 40 s | 30e - 32e      | + 01 min 20 s |
| 12e   | + 00 min 42 s | 33e - 35e      | + 01 min 25 s |
| 13e   | + 00 min 44 s | 36e et au-delà | + 01 min 30 s |

Les quarante premiers athlètes à l'arrivée marquent des points suivant la même répartition que pour l'Individuel Gundersen. Un « petit globe » sera distribué pour l'ensemble des courses compact.

#### Les Trois Jours du combiné nordique
Il s'agit d'un « temps fort » de la saison avec un règlement spécifique. La compétition se déroule sur trois jours consécutifs avec une course par jour. Les résultats se reportent de jour en jour selon une grille. Le vainqueur des Trois Jours est l'athlète qui passe la ligne en premier lors de la troisième course. Lors du premier jour, tous les athlètes peuvent participer à la course qui est un départ en ligne (10 kilomètres en ski de fond et un saut). Le deuxième jour, les cinquante premiers athlètes de la première course peuvent concourir à l'épreuve compact qui est composée d'un saut et de 7,5 kilomètres en ski de fond. Lors du dernier jour, tous les athlètes ayant terminé la course de la veille participent à la course qui est composée d'un saut et de 12,5 kilomètres en ski de fond.
Lors des Trois Jours du combiné nordique, le système de points est différent des autres courses de la saison, la répartition est de la façon suivante :
| Place | Jour 1 et jour 2 | Jour 3 | Place | Jour 1 et jour 2 | Jour 3 | Place | Jour 1 et jour 2 | Jour 3 | Place | Jour 1 et jour 2 | Jour 3 |
| ----- | ---------------- | ------ | ----- | ---------------- | ------ | ----- | ---------------- | ------ | ----- | ---------------- | ------ |
| 1er   | 50               | 200    | 11e   | 20               | 80     | 21e   | 10               | 40     | 31e   | 5                | 20     |
| 2e    | 45               | 180    | 12e   | 19               | 76     | 22e   | 9                | 36     | 32e   | 5                | 20     |
| 3e    | 40               | 160    | 13e   | 18               | 72     | 23e   | 9                | 36     | 33e   | 4                | 16     |
| 4e    | 35               | 140    | 14e   | 17               | 68     | 24e   | 9                | 36     | 34e   | 3                | 12     |
| 5e    | 30               | 120    | 15e   | 16               | 64     | 25e   | 8                | 32     | 35e   | 3                | 12     |
| 6e    | 28               | 112    | 16e   | 15               | 60     | 26e   | 7                | 28     | 36e   | 3                | 12     |
| 7e    | 26               | 104    | 17e   | 14               | 56     | 27e   | 7                | 28     | 37e   | 2                | 8      |
| 8e    | 24               | 96     | 18e   | 13               | 52     | 28e   | 7                | 28     | 38e   | 1                | 4      |
| 9e    | 23               | 92     | 19e   | 12               | 48     | 29e   | 6                | 24     | 39e   | 1                | 4      |
| 10e   | 22               | 88     | 20e   | 11               | 44     | 30e   | 5                | 20     | 40e   | 1                | 4      |

### Dotation financière
Des dotations financières (prize money) est accordé après chaque course,. Lors des compétitions individuelles, ce sont désormais les trente premiers athlètes qui sont dotés.

#### Pour la compétition masculine
Les sommes suivantes sont versées aux athlètes masculins après chaque course :
| Place                                           | 1re    | 2e     | 3e    | 4e    | 5e    | 6e    | 7e    | 8e    | 9e    | 10e   | 11e   | 12e   | 13e   | 14e   | 15e   | 16e   | 17e   | 18e   | 19e   | 20e   | 21e   | 22e   | 23e   | 24e   | 25e   | 26e   | 27e   | 28e   | 29e   | 30e   |
| ----------------------------------------------- | ------ | ------ | ----- | ----- | ----- | ----- | ----- | ----- | ----- | ----- | ----- | ----- | ----- | ----- | ----- | ----- | ----- | ----- | ----- | ----- | ----- | ----- | ----- | ----- | ----- | ----- | ----- | ----- | ----- | ----- |
| Épreuve individuelle                            | 9 000  | 7 000  | 4 400 | 2 600 | 2 200 | 1 600 | 1 300 | 1 060 | 960   | 860   | 760   | 660   | 620   | 580   | 540   | 500   | 460   | 420   | 410   | 400   | 390   | 380   | 370   | 360   | 350   | 340   | 330   | 320   | 310   | 300   |
| Relais par équipes                              | 19 000 | 12 000 | 5 000 |       |       |       |       |       |       |       |       |       |       |       |       |       |       |       |       |       |       |       |       |       |       |       |       |       |       |       |
| Sprint par équipes                              | 14 500 | 9 500  | 4 800 | 3 600 | 2 400 | 1 200 |       |       |       |       |       |       |       |       |       |       |       |       |       |       |       |       |       |       |       |       |       |       |       |       |
| Jour 1 et 2 des Trois Jours du combiné nordique | 6 000  | 3 600  | 2 400 |       |       |       |       |       |       |       |       |       |       |       |       |       |       |       |       |       |       |       |       |       |       |       |       |       |       |       |
| Jour 3 des Trois Jours du combiné nordique      | 20 000 | 15 000 | 9 000 | 4 000 | 3 500 | 3 250 | 3 000 | 2 850 | 2 700 | 2 550 | 2 400 | 2 250 | 2 100 | 2 000 | 1 900 | 1 800 | 1 700 | 1 600 | 1 500 | 1 400 | 1 300 | 1 200 | 1 100 | 1 080 | 1 060 | 1 040 | 1 030 | 1 020 | 1 010 | 1 000 |
| Jour 1, 2 et 3 du Ruka Tour                     | 4 500  | 3 500  | 2 200 | 1 300 | 1 100 | 800   | 650   | 530   | 480   | 430   | 380   | 330   | 310   | 290   | 270   | 250   | 230   | 210   | 205   | 200   | 195   | 190   | 185   | 180   | 175   | 170   | 165   | 160   | 155   | 150   |
| Classement général du Ruka Tour                 | 13 500 | 10 500 | 6 600 | 3 900 | 3 300 | 2 400 | 1 950 | 1 590 | 1 440 | 1 290 | 1 140 | 990   | 930   | 870   | 810   | 750   | 690   | 630   | 615   | 600   | 585   | 570   | 555   | 540   | 525   | 510   | 495   | 480   | 465   | 450   |

Il y a 6 000 CHF pour le meilleur fondeur et la même somme pour le meilleur sauteur. La répartition de la dotation pour le classement général de la compétition est la suivante:
| Place              | 1er    | 2e    | 3e    | 4e    | 5e    | 6e    |
| ------------------ | ------ | ----- | ----- | ----- | ----- | ----- |
| Classement général | 10 640 | 7 000 | 4 200 | 2 800 | 1 960 | 1 400 |

#### Pour la compétition féminine
Les sommes suivantes sont versées aux athlètes féminines après chaque course :
| Place                                           | 1re    | 2e     | 3e    | 4e    | 5e    | 6e    | 7e    | 8e    | 9e    | 10e   | 11e   | 12e | 13e | 14e | 15e |
| ----------------------------------------------- | ------ | ------ | ----- | ----- | ----- | ----- | ----- | ----- | ----- | ----- | ----- | --- | --- | --- | --- |
| Épreuve individuelle                            | 4 500  | 2 800  | 1 500 | 1 200 | 1 000 | 850   | 700   | 600   | 500   | 450   | 400   | 350 | 300 | 250 | 200 |
| Relais par équipes                              | 8 000  | 4 600  | 3 000 |       |       |       |       |       |       |       |       |     |     |     |     |
| Relais par équipes mixte                        | 19 000 | 12 000 | 5 000 |       |       |       |       |       |       |       |       |     |     |     |     |
| Sprint par équipes                              | 6 000  | 3 600  | 2 400 | 1 300 | 1 200 | 1 100 |       |       |       |       |       |     |     |     |     |
| Sprint par équipes mixte                        | 14 500 | 9 500  | 4 800 | 3 600 | 2 400 | 1 200 |       |       |       |       |       |     |     |     |     |
| Jour 1 et 2 des Trois Jours du combiné nordique | 8 000  | 5 000  | 2 500 | 1 700 | 1 400 | 1 200 | 1 050 | 950   | 850   | 800   | 750   | 700 | 650 | 600 | 550 |
| Jour 3 des Trois Jours du combiné nordique      | 10 000 | 7 000  | 5 000 | 3 300 | 2 000 | 1 500 | 1 400 | 1 300 | 1 200 | 1 100 | 1 000 | 900 | 800 | 700 | 600 |

Il y a 1 000 CHF pour la meilleure fondeuse et la même somme pour la meilleure sauteuse. La répartition de la dotation pour le classement général de la compétition est la suivante:
| Place              | 1er   | 2e    | 3e    |
| ------------------ | ----- | ----- | ----- |
| Classement général | 6 000 | 3 600 | 2 400 |

## Compétition

### Avant-saison

#### Athlètes qualifiés
Le nombre de participants autorisés par nations est calculé après chaque période (la saison est divisée en quatre périodes) en fonction :
- du FIS World Ranking qui est un indicateur qui prend notamment en compte le classement général de la compétition
- le classement de la coupe continentale

Le quota maximal est de 11 athlètes.
Sont sélectionnables :
- les athlètes nés avant l'an 2009 ;
- les athlètes ayant inscrits des points en coupe du monde ;
- les athlètes ayant inscrits des points en coupe continentale lors de la saison en cours ou lors de la saison précédente ;
- les médaillés dans les épreuves individuelles des précédents Championnats du monde junior. Ils ne se sont sélectionnables que jusqu'au début des Championnats du monde junior.

Chez les femmes uniquement, les athlètes ayant marqué des points lors du Grand Prix d'été sont également sélectionnables.

#### Évolutions réglementaires
La FIS limite désormais à cinq combinaisons par athlètes pour les concours de saut à ski de toute la saison. La FIS autorise désormais les athlètes à acheter un dossard de secours pour ceux qui l'auraient oubliés (plutôt que d'être disqualifié).

#### Athlètes participants et favoris
En raison de l'Invasion de l'Ukraine par la Russie en 2022, les athlètes russes et biélorusses sont toujours interdits de compétition pour toute la saison.
La place du combiné nordique aux Jeux olympiques de 2030 est menacée. Une décision sera prise lors de l’été 2025 afin de savoir si le combiné nordique reste une discipline olympique à partir de 2030. Le calendrier avec 19 compétitions masculines et 14 féminines réparties sur huit et six sites n'est pas considéré par les athlètes comme complet et ils estiment que cela nuit à la visibilité de la discipline. Pour la première fois, les athlètes féminines courront lors des Trois Jours du combiné nordique à Seefeld in Tirol et elles pourront concourir sur un grand tremplin à Oslo,.
La saison sera marquée par les Championnats du monde de ski nordique 2025 à Trondheim qui est l'objectif principal de nombreux athlètes notamment pour les Norvégiens qui seront à domicile. Les Autrichiens viseront une médaille lors de toutes les courses.
Pour les classements généraux, les favoris sont Jarl Magnus Riiber chez les hommes et Ida Marie Hagen. Les deux athlètes ont remporté les classements généraux de la saison 2023/2024 et semblent en mesure de conserver leurs titres. Jarl Magnus Riiber pourrait devenir le premier à remporter six fois le classement général de la coupe du monde s'il remporte le classement général. Jarl Magnus Riiber a été opéré d'un genou lors de l'intersaison. Le Norvégien a également été opérée des dents de sagesse au mois d'octobre ce qui l'a privé de trois semaines d'entraînement. Ensuite, il a eu des problèmes d'estomac qui l'ont handicapé plusieurs semaines.
Le principal outsider de Jarl Magnus Riiber est Stefan Rettenegger qui compte onze podiums en coupe du monde (mais aucune victoire). Jarl Magnus Riiber a été opéré des dents de sagesse lors de l'intersaison et il a été infecté par un virus,. Il s'estime affaibli en début de saison,. Les Allemands, Vinzenz Geiger, Julian Schmid et Johannes Rydzek sont également des outsiders. Johannes Lamparter a connu plusieurs problèmes de santé lors de l'intersaison dont des problèmes de genoux et il commence la saison en n'étant pas dans sa meilleure forme. L'Autrichien espère être de retour en forme pour les championnats du monde. Jørgen Graabak a également connu un été difficile avec un coude, un bras, une épaule et des côtes cassées. Le Norvégien pourrait arrêter sa carrière à l'issue de la saison,. Les Autrichiens souhaiteraient remporter la Coupe des Nations. Les Français souhaiteraient finir régullièrement dans le Top 10 et que Léna Brocard obtienne un podium.
Chez les femmes, les Allemandes Jenny Nowak, Nathalie Armbruster et Gyda Westvold Hansen sont considérés comme les principales concurrentes d'Ida Marie Hagen.
Dans le cadre de son podcast « Ski Happens », Vinzenz Geiger évoque au mois de novembre 2024 la saison à venir avec Johannes Lamparter qui est invité. Les deux personnalités s'intéressent de plus près à Jarl Magnus Riiber. Les deux athlètes ont des doutes sur la légalité des combinaisons du Norvégien. Le Norvégien fait ses combinaisons lui-même et elles pourraient être trop ample au niveau de l'entrejambe.
Jarl Magnus Riiber annonce qu'il pourrait arrêter sa carrière après les Jeux olympiques de 2026. Perttu Reponen (it) fait une pause dans sa carrière. Einar Lurås Oftebro est à nouveau à un genou et il est forfait pour le début de saison. Chez les femmes, Ingrid Låte chute au mois d'octobre et elle souffre d'une commotion cérébrale qui l'arrête plusieurs semaines. 
Les athlètes américains rencontrent des difficultés financières,. Cependant, des dons et une aide financière de la Fédération internationale de ski permettent de sauverles athlètes américains et le partenariat qu'ils disposent avec les athlètes norvégiens. Une association de soutien est créée afin de lever des fonds. L'équipe Finlandaise rencontre également des difficultés financières.

### Déroulement de la compétition

#### Ruka
La première course est un « compact » avec des écarts de temps fixés en fonction des places du concours de saut,. En raison du vent, le concours de saut est annulé et le saut de réserve disputé la veille est utilisé. Ainsi, Jarl Magnus Riiber est en tête grâce à un saut de 144 m. Il devance les Autrichiens Franz-Josef Rehrl qui a réalisé un saut à 143,5 m, Thomas Rettenegger (de) qui a sauté à 137,5 m et Johannes Lamparter qui a sauté à 138,5 m. Vinzenz Geiger est cinquième et il devance Ilkka Herola, Ryota Yamamoto et Julian Schmid. Lors de la course de ski de fond, Jarl Magnus Riiber fait le premier tour seul en tête et il devance un groupe de poursuivants composé de cinq athlètes (Johannes Lamparter, Franz-Josef Rehrl, Thomas Rettenegger, Vinzenz Geiger et Ilkka Herola). Dans le deuxième tour, Jarl Magnus Riiber décide d'attendre le groupe de poursuivants alors que Thomas Rettenegger et Franz-Josef Rehrl sont lâchés de ce groupe. Ainsi, ils ne sont plus que quatre en tête à l'entrée du dernier tour. Dès le début du dernier tour, Julian Schmid revient sur ce groupe alors que Johannes Lamparter est lâché. Dans la dernière montée, Jarl Magnus Riiber parvient à faire la différence et il l'emporte devant Vinzenz Geiger, Julian Schmid et Ilkka Herola,.
Le lendemain, Johannes Rydzek domine le concours de saut grâce à un saut à 142 m réalisé dans des conditions difficiles. Ce saut lui permet de disposer de 47 s d'avance sur Thomas Rettenegger (de) qui a sauté à 132,5 m. Ryota Yamamoto est troisième et il devance Jarl Magnus Riiber qui a sauté à 136 m dans des conditions de vents favorables. Le Norvégien est à plus d'une minute de Johannes Rydzek. Derrière, Vinzenz Geiger est cinquième grâce à un saut à 135 m et il devance ses compatriotes Terence Weber et Julian Schmid. Stefan Rettenegger est en huitième place mais à plus d'une minute et trente secondes. Lors de la course de ski de fond, Johannes Rydzek fait la course en solitaire et il l'emporte. Il s'agit de la première victoire de Johannes Rydzek en coupe du monde depuis janvier 2019 à Val di Fiemme. Derrière, Jarl Magnus Riiber rattrape rapidement Ryota Yamamoto et Thomas Rettenegger. Ryota Yamamoto est rapidement lâché et à la mi-course Vinzenz Geiger rejoint le duo. Dernière, un trio composé de Julian Schmid, de Stefan Rettenegger et Terence Weber revient progressivement. Finalement, seul Julian Schmid parvient à revenir sur le groupe et ils sont donc quatre (Julian Schmid, Vinzenz Geiger, Jarl Magnus Riiber et Thomas Rettenegger) à se jouer le podium. Dans la dernière montée, Julian Schmid et Vinzenz Geiger lâchent les deux autres concurrents et il termine respectivement deuxième et troisième. Il s'agit donc d'un triplé allemand et même d'un triplé du Skiclub Oberstdorf. Jarl Magnus Riiber termine quatrième devant Thomas Rettenegger. Lors de cette course, Kristjan Ilves et Mattéo Baud ont chuté mais ont terminé la course. L'Estonien est blessé au pouce.
Le troisième jour, une mass start est au programme. La course de ski de fond est une course d'élimination avec des écarts assez faibles. Les Allemands attaquent dans la dernière montée et ils réalisent un triplé avec Julian Schmid qui devance Vinzenz Geiger et Johannes Rydzek. Johannes Lamparter est quatrième et il devance Jens Lurås Oftebro, Manuel Faisst et Kristjan Ilves. Ce dernier a pris le départ malgré sa chute et sa blessure de la veille. Jarl Magnus Riiber est dixième mais seulement à 1,7 points de Julian Schmid. Au final, il y a 14 skieurs à moins de dix secondes et une trentaine de concurrents sont encore capable de jouer le podium après la course de ski de fond,. Lors du concours de saut, Franz-Josef Rehrl réalise un saut à 145 m avec moins d'élan que les autres concurrents. Grâce à ce saut, il remonte jusqu'à la quatrième place. Il est devancé par Jarl Magnus Riiber qui a réalisé un saut à 134,5 m. Quelques dossards plus tard, Manuel Faisst saute à 132 m et s’intercale entre Jarl Magnus Riiber et Franz-Josef Rehrl. Cependant, l'avant dernier sauteur, Vinzenz Geiger, réalise un saut 133,5 m qui lui permet de remporter la course devant Jarl Magnus Riiber et Manuel Faisst. Il s'agit de sa première victoire en coupe du monde dans une mass start et sa première victoire depuis décembre 2022. Il prend la tête de la coupe du monde et il remporte le Ruka Tour,. Jarl Magnus Riiber signe son 100e podium en coupe du monde.

#### Lillehammer
À Lillehammer, les femmes commencent leur saison avec un Gundersen. Maria Gerboth domine le concours de saut grâce à un saut à 96,5 m. Elle devance la Norvégienne, Ingrid Laate, qui a sauté un demi-mètre plus loin mais elle a obtenu de moins bonnes notes. Ainsi, elle est à 7 s de l'Allemande. Lisa Hirner est troisième et elle devance Svenja Würth. Ida Marie Hagen, vainqueure du classement général la saison dernière, est cinquième à 34 s. Haruka Kasai est sixième et elle devance Ronja Loh, Claudia Purker et Yuna Kasai. Gyda Westvold Hansen est dixième mais à plus d'une minute de la tête. Lors de la course de ski de fond, Ida Marie Hagen remonte rapidement les concurrentes qui la précèdent et elle l'emporte en solitaire. Derrière, Gyda Westvold Hansen, partie en dixième position, remonte progressivement et elle parvient à doubler Lisa Hirner dans les derniers mètres pour finalement prendre la deuxième place. L'Autrichienne est troisième et Haruka Kasai prend la quatrième place. Maria Gerboth prend la cinquième place ce qui est son meilleur résultat en carrière.
Le lendemain, un compact est au programme des femmes et un Gundersen pour les hommes,. Chez les femmes, Maria Gerboth domine à nouveau le concours de saut grâce à un saut à 96,5 m. Ingrid Laate est deuxième grâce à un saut à 97,5 m mais elle décide comme la veille de ne pas prendre part à la course de ski de fond en raison d'une blessure. Ida Marie Hagen est troisième et elle est à 12 s de la tête. Yuna Kasai est quatrième et elle devance Ronja Loh, Jenny Nowak, Svenja Würth, Claudia Purker, Nathalie Armbruster et Lisa Hirner. Lors de la course de ski de fond, Ida Marie Hagen prend rapidement la tête de la course et elle l'emporte en solitaire. Derrière, Nathalie Armbruster rattrape les concurrentes qui la précèdent et elle prend la deuxième place. Derrière, un groupe de quatre poursuivantes est en chasse derrière Nathalie Armbruster. Ce groupe est composé d'Ema Volavsek (de), de Lisa Hirner, d'Haruka Kasai et Gyda Westvold Hansen. Pour la troisième place, Gyda Westvold Hansen bat Ema Volavsek à la photo-finish et elle prend la troisième place. Lisa Hirner est cinquième devant 
Haruka Kasai. Chez les hommes, Jarl Magnus Riiber domine le concours de saut grâce à un saut à 101 m. La plupart des autres athlètes ont sauté entre 91 et 94 m ce qui explique les écarts importants. En effet, Jarl Magnus Riiber dispose de 44 s d'avance sur Franz-Josef Rehrl et 53 s sur Thomas Rettenegger (de). Ryōta Yamamoto est quatrième et il devance de quelques secondes Espen Bjørnstad, Martin Fritz, Julian Schmid, Paul Walcher et Johannes Lamparter. Le vainqueur de Ruka et leader de la Coupe du monde, Vinzenz Geiger, est à la 36e place à plus de deux minutes. Lors de la course de ski de fond, Jarl Magnus Riiber fait la course seul en tête et il remporte sa 75e victoire en Coupe du monde. Pour la deuxième place, Julian Schmid et Johannes Lamparter se détachent et se jouent la deuxième place au sprint. C'est finalement l'Allemand qui devance l'Autrichien. Derrière, Jens Lurås Oftebro remonte de la 21e à la quatrième place et il devance Kristjan Ilves et Jørgen Graabak, qui est passé de la 32e à la 6e place grâce au meilleur temps de ski.
Lors de la troisième journée, un compact masculin est au programme. Lors du concours de saut, Jarl Magnus Riiber domine le concours grâce à un saut à 139,5 m réalisé avec un élan plus faible que les autres concurrents. Thomas Rettenegger (de) est deuxième grâce à un saut à 140,5 m et il devance son compatriote Johannes Lamparter. Julian Schmid est quatrième et il devance Franz-Josef Rehrl, Vinzenz Geiger, Kristjan Ilves, Stefan Rettenegger, Wendelin Thannheimer et Manuel Faisst. En raison des faibles écarts entre les concurrents, la course de ski de fond est serrée. Un regroupement a lieu en tête avec Jarl Magnus Riiber, Julian Schmid, Vinzenz Geiger, Johannes Lamparter, Thomas Rettenegger et pendant un temps Franz-Josef Rehrl. Dans la dernière montée, les Allemands Julian Schmid et Vinzenz Geiger attaquent et seul Jarl Magnus Riiber peut les suivre. Au sprint, Vinzenz Geiger l'emporte devant Julian Schmid et Jarl Magnus Riiber,. Johannes Lamparter, Thomas Rettenegger termine quatrième et cinquième. Grâce au meilleur temps de ski de fond, Jens Lurås Oftebro remonte jusqu’à la sixième place devant son compatriote Jørgen Graabak.

#### Ramsau
À Ramsau, des mass start sont programmées le premier jour,. Chez les femmes, Ida Marie Hagen lâche une par une les concurrentes qui essaie de la suivre. Nathalie Armbruster est la dernière a pouvoir suivre la Norvégienne avant de se faire lâcher et rattraper par d'autres concurrentes. Ida Marie Hagen domine la course de ski de fond. Elle devance sa compatriote Gyda Westvold Hansen et Marte Leinan Lund qui ont doublé Nathalie Armbruster dans le dernier tour. Minja Korhonen (fi) prend la cinquième place devant Haruka Kasai, Léna Brocard et Ema Volavšek (de). Lors du concours de saut, des ouvreurs chutent à la réception de leurs sauts en raison d'une quantité trop importante de neige fraîche dans la zone de réception,. Ainsi, il est choisi d'annuler le concours de saut et d'utiliser les résultats du saut de réserve. Ce saut de réserve avait été dominé par Haruka Kasai et elle avait devancé Jenny Nowak devant Ida Marie Hagen, Yuna Kasai et le trois Allemandes Maria Gerboth, Svenja Würth et Ronja Loh. Au final, c'est Ida Marie Hagen qui l'emporte devant Haruka Kasai et Minja Korhonen. Nathalie Armbruster est quatrième pour 2 points. La sœur jumelle d'Haruka, Yuna Kasai, termine cinquième devant Jenny Nowak et Maria Gerboth. Gyda Westvold Hansen n'est pas classée car elle avait été disqualifiée lors du saut de réserve en raison d'une combinaison non conforme aux règles. Chez les hommes, Johannes Lamparter et Ilkka Herola mènent le début de la course. Au fur et à mesure de la course, le peloton s'étire et des athlètes sont progressivement lâchés. Un groupe de quatre Norvégiens parvient à détacher et à se jouer la victoire. Dans la dernière ligne droite, Jens Lurås Oftebro prend le meilleur sur Jørgen Graabak et les frères Andreas et Aleksander Skoglund (no). Vinzenz Geiger prend la cinquième à plus de huit secondes du vainqueur. Jarl Magnus Riiber est sixième à 23 s et il devance Stefan Rettenegger qui a chuté et Ilkka Herola,. Julian Schmid est onzième et Johannes Lamparter douzième. Comme pour les femmes, le concours est annulé et le saut de réserve est utilisé. Lors de ce concours de saut, Thomas Rettenegger (de) s'était imposé devant Franz-Josef Rehrl et Jarl Magnus Riiber qui a réalisé le plus long saut du concours à 96 m,. Martin Fritz est quatrième et il devance Kristjan Ilves. Au final, Jarl Magnus Riiber l'emporte devant Jens Lurås Oftebro et Kristjan Ilves. Ilkka Herola est quatrième et il devance Jørgen Graabak et Julian Schmid. Certains athlètes comme Johannes Lamparter et Stefan Rettenegger regrettent une annulation un peu rapide du concours de saut.
Le lendemain, un Compact est au programme pour les femmes. Haruka Kasai domine le concours de saut grâce à un saut à 90,5 m réalisé avec un vent défavorable. Ida Marie Hagen est deuxième grâce à un saut à 92 m et Cindy Haasch (de) est troisième. Nathalie Armbruster est quatrième grâce à un saut à 93,5 m. Maria Gerboth est cinquième et elle devance Heta Hirvonen, Yuna Kasai, Minja Korhonen (de), Jenny Nowak et Gyda Westvold Hansen. Alexa Brabec (en) chute à la réception de son saut et elle est transportée à l'hôpital. Elle s'en sort avec quelques ecchymoses au visage. Lors de la course de ski de fond, Ida Marie Hagen fait la course seule en tête et l'emporte. Derrière, Nathalie Armbruster parvient à rattraper Cindy Haasch et Haruka Kasai et elle parvient à prendre la deuxième place. Pour la troisième place, Gyda Westvold Hansen parvient à remonter de la dixième place jusqu'au podium. Elle devance de quelques secondes Cindy Haasch et Haruka Kasai qui n'ont pas pu résister à son retour. Il s'agit de la huitième victoire consécutive d'Ida Marie Hagen. Chez les hommes, la compétition est un Gundersen. Ryota Yamamoto domine le concours de saut avec le plus long saut du jour à 97,5 m. Cela lui permet de disposer de 26 s d'avance sur Martin Fritz. Les frères Rettenegger, Stefan et Thomas, sont troisième et quatrième. Ils devancent un autre Autrichien, Franz-Josef Rehrl. Ilkka Herola est sixième à 37 s du leader. Wendelin Thannheimer est septième et il devance Jarl Magnus Riiber, Jens Lurås Oftebro, Vinzenz Geiger ou encore Julian Schmid qui sont aux environs de la minute de retard sur le leader. Lors de la course de ski de fond, Stefan Rettenegger et Ilkka Herola font une partie de la course seuls en tête. Les deux athlètes sont rattrapés par Vinzenz Geiger et ensuite l'Autrichien chute et perd quelques secondes. Au sprint, Vinzenz Geiger l'emporte devant Ilkka Herola. Julian Schmid prend la troisième place devant Jens Lurås Oftebro et Stefan Rettenegger. Jarl Magnus Riiber règle le sprint d'un groupe de poursuivants et il prend la sixième place.

#### Schonach
Lors des premières courses de Schonach, la Coupe de la Forêt-Noire est disputée devant environ 4 000 spectateurs. Chez les femmes, Maria Gerboth domine le concours de saut avec un saut à 95 m. Elle devance de 2 s Yuna Kasai et Lisa Hirner qui ont toutes les deux sauté à 95,5 m mais qui ont bénéficié de meilleures conditions de vents. Trine Göpfert est quatrième à 20 s et elle est suivie par Annalena Slamik, Haruka Kasai et Claudia Purker. Ida Marie Hagen est huitième à 25 s et elle devance de quelques secondes Jenny Nowak et Nathalie Armbruster. Lors de la course de ski de fond, Ida Marie Hagen rattrape rapidement les concurrentes qui la précède et elle l'emporte en solitaire. Derrière, Nathalie Armbruster prend rapidement la deuxième qu'elle réussit à garder jusqu'à la fin de la course. La troisième place se joue entre les jumelles Kasai et c'est Haruka qui prend le meilleur sur Yuna. Marte Leinan Lund remonte jusqu'à la cinquième place grâce au meilleur temps de ski. Chez les hommes, Jarl Magnus Riiber domine le concours de saut grâce à un saut à 102 m. Thomas Rettenegger (de) est deuxième à 6 s et il devance Franz-Josef Rehrl qui est à 24 s. Julian Schmid est quatrième à 38 s et il devance Ryota Yamamoto de deux secondes. Plusieurs Autrichiens (Johannes Lamparter, Lukas Greiderer, Stefan Rettenegger et Martin Fritz), Vinzenz Geiger, Ilkka Herola ou encore Jens Lurås Oftebro sont à environ une minute du leader. Lors de la course de ski de fond, Jarl Magnus Riiber mène la course la majorité de la course. Derrière, Thomas Rettenegger ne peut pas suivre le Norvégien et il est repris par un important groupe de poursuivants notamment composé de Stefan Rettenegger, Jens Lurås Oftebro, Johannes Lamparter, Ilkka Herola, Julian Schmid ou encore Vinzenz Geiger. Dans les deux derniers tours, l'avance de Jarl Magnus Riiber diminue rapidement et le groupe de poursuivants revient sur le Norvégien dans le dernier tour. Dans la dernière montée, Johannes Lamparter attaque mais Jens Lurås Oftebro arrive à le suivre. Au sprint, le Norvégien domine l'Autrichien et l'emporte. Ilkka Herola prend la troisième place et il devance Stefan Rettenegger, Vinzenz Geiger et Jarl Magnus Riiber. A l'issue de la course, Jarl Magnus Riiber confie être malade depuis plusieurs semaines et qu'il a passé quelques jours à l'hôpital. Einar Lurås Oftebro, frère du vainqueur, prend la 13e pour son retour de blessure.
Le lendemain, des épreuves compactes sont au programme. Chez les femmes, c'est Lisa Hirner qui domine le concours de saut grâce à un saut à 95 m. Elle devance les deux sœurs Kasai, Yuna qui a sauté à 95,5 m et Haruka. Maria Gerboth est quatrième grâce au plus long saut du concours à 96 m mais qui a obtenu de moins bonnes notes de style et qui a eu des meilleures conditions de vents. Gyda Westvold Hansen est cinquième et elle devance les deux Autrichiennes Annalena Slamik et Claudia Purker et les deux Allemandes Nathalie Armbruster et Ronja Loh. Ida Marie Hagen est dixième et donc à 38 s de la tête. Lors de la course de ski de fond, Ida Marie Hagen revient rapidement sur les concurrentes qui la précède et elle s'échappe avec Gyda Westvold Hansen. Dans le dernier tour, Ida Marie Hagen attaque et elle l'emporte devant Gyda Westvold Hansen. Ida Marie Hagen signe sa dixième victoire consécutive. Derrière, Nathalie Armbruster chute alors qu'elle est troisième et elle reprise par plusieurs concurrentes. Dans le dernier tour, Marte Leinan Lund rattrape le groupe de poursuivantes alors qu'elle est partie depuis la 22e position. Dans la dernière montée, la Norvégienne parvient à prendre le meilleur sur Nathalie Armbruster et il s'agit d'un triplé norvégien. Haruka Kasai termine cinquième devant Ema Volavsek (de), Alexa Brabec et Léna Brocard. Chez les hommes, Jarl Magnus Riiber domine à nouveau le concours de saut grâce au plus long saut du concours à 99,5 m. Il devance trois Autrichiens : Franz-Josef Rehrl qui a sauté à 96 m, Johannes Lamparter qui a sauté à 97 m et Martin Fritz qui a sauté à 95 m. Ryota Yamamoto est cinquième grâce à un saut à 98 m et il devance Lukas Greiderer, Jens Lurås Oftebro, Thomas Rettenegger (de), Paul Walcher (de) et Yoshito Watabe. Lors de la course de ski de fond, Johannes Lamparter rattrape rapidement Jarl Magnus Riiber et les deux athlètes font la course ensemble. En fin de course, Johannes Lamparter attaque le Norvégien et il l'emporte avec quelques secondes d'avance. Derrière, Jens Lurås Oftebro remonte rapidement jusqu'à la troisième place et il revient à quelques secondes du duo de tête. Cependant, il paie ses efforts et il n'arrive pas à revenir sur Johannes Lamparter et Jarl Magnus Riiber. En fin de course, Jens Lurås Oftebro est même rattrapé par un groupe de poursuivants et il ne termine que septième. Grâce au deuxième meilleur de temps de ski, c'est Vinzenz Geiger qui prend la troisième place devant Martin Fritz, Stefan Rettenegger et Franz-Josef Rehrl.

#### Seefeld
Deux jours avant les courses de Seefeld, Jarl Magnus Riiber annonce qu'il souffre de la maladie de Crohn et qu'il va arrêter sa carrière à l'issue de la saison.
Lors du premier jour de compétition, des mass start sont au programme. Chez les femmes, Ida Marie Hagen fait la course de ski de fond en tête et elle lâche progressivement toutes les autres concurrentes. Elle domine la course de 5 km avec 12 s d'avance sur Marte Leinan Lund et
près de 20 s sur Nathalie Armbruster. Gyda Westvold Hansen suit à quelques secondes de l'Allemande et elle devance Haruka Kasai, Alexa Brabec, Ema Volavsek (de), Yuna Kasai et Léna Brocard. Lors du concours de saut à ski, Ida Marie Hagen l'emporte grâce à un saut à 93 m. Claudia Purker et Gyda Westvold Hansen sautent à 101,5 m ce qui leur permet de gagner des positions. Claudia Purker réalise son meilleur résultat en coupe du monde avec une septième place. Grâce à son saut, Gyda Westvold Hansen dépasse de 0,8 points Nathalie Armbruster pour la deuxième place. Nathalie Armbruster est troisième et elle devance Yuna Kasai et Léna Brocard. Chez les hommes, la course de ski de fond est une course par élimination avec aucun athlète ne faisant de grosses différences. Jarl Magnus Riiber, Jørgen Graabak ou encore Jens Lurås Oftebro ont successivement mené la course dans les premiers tours. Dans le dernier tour, Andreas Skoglund attaque et il est suivi par trois compatriotes, Jarl Magnus Riiber, Jørgen Graabak et Jens Lurås Oftebro. Au sprint, Jarl Magnus Riiber domine cette course de ski de fond devant Jens Lurås Oftebro et Jørgen Graabak.  Manuel Faisst prend la quatrième place devant Andreas Skoglund. Stefan Rettenegger est sixième et il devance Julian Schmid, Ilkka Herola, Johannes Lamparter, Kristjan Ilves et Vinzenz Geiger. Ce dernier est onzième mais à seulement 1,8 points. Lors du concours de saut à ski, Jarl Magnus Riiber saute à 109 m ce qui lui permet de remporter sa 77e victoire en coupe du monde. Il devance Johannes Lamparter qui grâce à un saut à 110 m remonte jusqu'à la deuxième place. Il devance de 0,2 points Jens Lurås Oftebro qui parvient à conserver la troisième place,. Ilkka Herola qui a réalisé le plus long saut du concours à 111,5 m est quatrième. Il a manqué la réception de son saut ce qui lui a certainement coûter une place sur le podium. Julian Schmid est cinquième et il devance Stefan Rettenegger et Vinzenz Geiger.
Le lendemain, des courses compactes sont au programme. Chez les femmes, Ida Marie Hagen domine le concours de saut mais elle est disqualifiée en raison d'une combinaison non conforme. Ainsi, Nathalie Armbruster est en tête grâce au plus long saut du concours à 104 m. Elle devance Gyda Westvold Hansen qui a sauté à 103 m et Léna Brocard. Ingrid Laate est quatrième et elle devance les jumelles Yuna et Haruka Kasai. Lors de la course de ski de fond, Nathalie Armbruster fait la course seule et elle remporte sa première victoire en coupe du monde. Derrière, Gyda Westvold Hansen fait pendant plusieurs kilomètres une course en solitaire. Elle perd régulièrement du temps sur Nathalie Armbruster et elle est rejointe par Haruka Kasai en fin de course. Cependant, elle domine la Japonaise dans le sprint final et elle prend la deuxième place. Yuna Kasai prend la quatrième place devant Alexa Brabec qui termine à la cinquième place ce qui est son meilleur résultat. Léna Brocard termine sixième et Jenny Nowak septième,. Chez les hommes, Jarl Magnus Riiber réalise le plus long saut du concours à 108 m ce qui lui permet d'être en tête. Il devance Johannes Lamparter qui a sauté à 99 m et qui bénéficie de points de bonus en raison de sa deuxième place de la veille. Ilkka Herola est troisième et il devance Vinzenz Geiger, Jens Lurås Oftebro et Julian Schmid. Thomas Rettenegger (de) qui a sauté à 106 m est septième et il devance Martin Fritz, Franz-Josef Rehrl, Manuel Faißt et Stefan Rettenegger. Lors de la course de ski de fond, les six premiers se rejoignent dans le premier tour. Les six athlètes font la course en tête et ils se jouent la victoire. Au début du dernier tour, Julian Schmid est lâché et il termine sixième. Dans la dernière montée, Jens Lurås Oftebro et Jarl Magnus Riiber font la différence et c'est Jens Lurås Oftebro qui l'emporte au sprint devance Jarl Magnus Riiber. Vinzenz Geiger prend la troisième place devant Johannes Lamparter et Ilkka Herola.
Le troisième jour des courses Gundersen sont au programme. Chez les femmes, Ida Marie Hagen ne peut pas participer en raison de sa disqualification de la veille. Nathalie Armbruster réalise un saut à 97 m ce qui lui permet d’accroître son avance. Ainsi, elle dispose de 53 s d'avance sur Gyda Westvold Hansen. Yuna Kasai est troisième et elle devance Alexa Brabec (de) qui a réalisé le plus long saut du concours à 98,5 m. Léna Brocard est cinquième et elle devance Haruka Kasai. Derrière, les écarts sont plus importants avec Jenny Nowak et Maria Gerboth qui sont septième et huitième à près de deux minutes. Lors de la course de ski de fond, Nathalie Armbruster fait la course seule en tête et elle creuse l'écart au fur et à mesure. Elle l'emporte ce qui lui permet de remporter les Trois jours du combiné nordique et de prendre la tête de la coupe du monde. Elle devance Gyda Westvold Hansen qui parvient à conserver la deuxième place. Pour la troisième place, un groupe composé des sœurs Kasai, de Léna Brocard et d'Alexa Brabec se forme. Dans le dernier tour, Alexa Brabec prend quelques secondes d'avance sur les trois autres athlètes. Cependant, elle est doublée par Haruka Kasai en fin de course et la Japonaise prend la troisième place devant l'Américaine. Yuna Kasai est cinquième devant Léna Brocard. Chez les hommes, Jarl Magnus Riiber réalise le plus long saut du concours avec un saut à 106 m. Il devance de 16 s Thomas Rettenegger (de) qui a sauté à 104,5 m. Johannes Lamparter est troisième à 30 s grâce à un saut à 103,5 m. Il devance Ilkka Herola de neuf secondes et Vinzenz Geiger de onze secondes. Jens Lurås Oftebro est un peu plus loin à 58 s du leader. Lors de la course de ski de fond, Jens Lurås Oftebro rattrape Ilkka Herola et Vinzenz Geiger. Ensuite, ce trio revient sur Johannes Lamparter et Thomas Rettenegger qui est vite lâché. Enfin, le groupe de quatre athlètes rattrape Jarl Magnus Riiber au début du quatrième tour et la victoire se joue entre les cinq hommes. Dans la dernière montée, Johannes Lamparter est le premier à attaquer mais il ne parvient pas à faire de différences. Au sprint, Vinzenz Geiger l'emporte devant Jarl Magnus Riiber et Jens Lurås Oftebro. Ilkka Herola est quatrième et Johannes Lamparter cinquième. Plus loin, Julian Schmid prend la sixième place devant les deux frères Rettenegger. Pour la première fois, Vinzenz Geiger remporte les Trois jours du combiné nordique.
À la suite de la disqualification d'Ida Marie Hagen, une controverse éclate entre la Fédération norvégienne de ski et la Fédération internationale de ski. Le directeur du combiné nordique norvégien, Ivar Stuan (no), a déposé une réclamation contre le contrôleur qui a disqualifié Ida Marie Hagen. Ivar Stuan considère que la disqualification était volontaire afin de permettre à d'autres athlètes de gagner. La Fédération internationale exige des excuses car elle considère qu'Ivar Stuan est allé trop loin dans ses déclarations.

#### Otepää
À Otepää, Gyda Westvold Hansen est absente afin de préparer les championnats du monde.
Des mass start sont au programme du premier jour de compétition. Chez les femmes, Ida Marie Hagen domine la course de ski de fond. Elle creuse progressivement les écarts et elle devance au final Nathalie Armbruster de 16,8 s ce qui lui permet de disposer de 4,2 points d'avance lors du concours de saut. Haruka Kasai est juste derrière l'Allemande et elle devance Minja Korhonen (fi) et Yuna Kasai. Dans la dernière ligne droite, Marte Leinan Lund et Ema Volavsek (de) chutent et elles prennent finalement les sixième et septième place. Lors du concours de saut, Yuna Kasai réalise le plus long saut du concours à 93,5 m ce qui lui permet de l'emporter. Il s'agit de sa première victoire en coupe du monde. Elle devance sa sœur jumelle et Jenny Nowak. Jenny Nowak était onzième après le concours de ski de fond mais un saut à 91 m lui a permis de remonter jusqu'au podium. Ida Marie Hagen, en tête après la course de ski de fond, a chuté à la réception de son saut et elle termine 15e. Pour la première fois depuis la création de la coupe du monde féminine, il n'y aucune athlète norvégienne sur le podium. Il n'y a même aucune norvégienne dans le top 10 car la meilleure classée est Marte Leinan Lund qui termine 14e. Chez les hommes, une course par élimination a lieu. Vinzenz Geiger ou encore Julian Schmid ont essayé de faire des différences mais une dizaine d'athlètes sont arrivés ensemble. Au sprint, Vinzenz Geiger devance Jarl Magnus Riiber. Jens Lurås Oftebro est troisième et il devance Stefan Rettenegger, Julian Schmid, Johannes Lamparter, Aleksander Skoglund (de), Gaël Blondeau (de), Ilkka Herola, Einar Lurås Oftebro et Stephen Schumann (it). Tous ces athlètes sont à moins d'un point du leader. Lors du concours de saut à ski, Jarl Magnus Riiber réalise un saut à 102,5 m ce qui lui permet de l'emporter. Il remporte sa 78e victoire en coupe du monde mais également le petit globe de la spécialité. Il devance Vinzenz Geiger qui a sauté à 97 m et Johannes Lamparter. Ilkka Herola est quatrième grâce à un saut à 96 m.
Le lendemain, des Gundersen sont disputés. Chez les femmes, Haruka Kasai réalise le plus long saut du concours à 96 m ce qui lui permet de prendre la tête. Elle devance les Autrichiennes Annalena Slamik et Claudia Purker.  Ida Marie Hagen réalise un saut à 92 m ce qui lui permet d'être quatrième mais seulement à 11 s de la leader. Yuna Kasai est cinquième et elle devance Maria Gerboth et Nathalie Armbruster qui est septième à 42 s en raison d'une réception compliquée. Cindy Haasch (de) a chuté à la réception de son saut et elle est forfait pour la course de ski de fond. Sa compatriote, Sophia Maurus, est disqualifiée en raison d'une combinaison non conforme. Lors de la course de ski de fond, Ida Marie Hagen rattrape rapidement les concurrentes qui la précède et seule Haruka Kasai peut la suivre un temps,. Finalement, la Norvégienne lâche la Japonaise et elle l'emporte en solitaire. Haruka Kasai parvient à conserver la deuxième place. Pour la troisième place, Nathalie Armbruster rattrape Yuna Kasai en fin de course et l'Allemande domine la Japonaise au sprint. Claudia Purker est cinquième, ce qui est à cette date, son meilleur résultat en coupe du monde. Chez les hommes, Vinzenz Geiger domine le concours de saut avec un saut à 101,5 m. Il devance de 4 s Jarl Magnus Riiber qui a sauté à 96 m avec moins d'élan. Wendelin Thannheimer est troisième et il devance David Mach, Espen Bjørnstad, Thomas Rettenegger (de). Terence Weber est septième et il devance Julian Schmid, Ben Loomis, Jens Lurås Oftebro et Johannes Rydzek. Ce dernier est à une minute du leader. Lors de la course de ski de fond, Jarl Magnus Riiber rattrape Vinzenz Geiger et ils font la course en tête. L'Allemand mène toute la course et il 'emporte au sprint devant le Norvégien. Pour la troisième place, Jens Lurås Oftebro domine tous les autres athlètes qui s'étaient regroupés dans un important groupe de poursuivants. Julian Schmid est quatrième et il devance Johannes Lamparter, Johannes Rydzek ou encore Ilkka Herola.
Le troisième jour, des compact sont disputés. Chez les femmes, Maria Gerboth est en tête grâce à un saut de 96 m. Elle devance Nathalie Armbruster qui a sauté à 90 m mais cette dernière a bénéficié de conditions de vents plus compliquées. Yuna Kasai est troisième grâce à un saut à 94 m et elle devance sa sœur jumelle Haruka et Ida Marie Hagen. Les Autrichiennes Claudia Purker et Annalena Slamik suivent. Minja Korhonen (fi) est absente car elle prend l'avion pour aller disputer les  Championnats du monde juniors (en). Il n'y a qu'une vingtaine de femmes qui participent et elles s'élancent toutes à moins d'une minute de la leader. Lors de la course de ski de fond, Ida Marie Hagen rattrape rapidement les concurrentes qui la précède et un duo de tête se crée avec Nathalie Armbruster. Aucune des deux athlètes ne parvient à faire de différences et la victoire se joue au sprint. Nathalie Armbruster l'emporte devant Ida Marie Hagen. Pour la troisième place, les sœurs Kasai s'affrontent également au sprint et Haruka prend la troisième place devant Yuna. Chez les hommes, Jarl Magnus Riiber domine le concours de saut grâce à un saut à 102 m. Vinzenz Geiger est deuxième grâce à un saut à 100 m. Il devance Wendelin Thannheimer, Thomas Rettenegger (de), Julian Schmid ou encore David Mach. Johannes Lamparter est huitième, Johannes Rydzek onzième et Jens Lurås Oftebro est seizième. Lors de la course de ski de fond, Jarl Magnus Riiber et Vinzenz Geiger font la course ensemble. Jarl Magnus Riiber mène devant Vinzenz Geiger toute la course et l'Allemand place une attaque dans le dernier tour qui lui permet de l'emporter devant le Norvégien. Derrière, un groupe de poursuivants se forme et c'est Julian Schmid qui règle le sprint de ce groupe pour la troisième place. Il devance Wendelin Thannheimer, Johannes Lamparter et Thomas Rettenegger.

#### Oslo
Lors des championnats du monde, un scandale éclate avec la disqualification de sauteurs à ski et de combiné norvégien. Truls Sønstehagen Johansen est suspendu. La Fédération internationale de ski annonce des changements pour les combinaisons pour les dernières courses de la coupe du monde.
Après les championnats du monde, la coupe du monde reprend à Oslo. Chez les femmes, Ingrid Låte (de) domine le concours de saut grâce au plus long saut du concours à 128,5 m,. Elle devance de 28 s Gyda Westvold Hansen qui a sauté à 119,5 m. Lisa Hirner est troisième grâce à un saut à 123 m et elle est 36 s de la leader. Maria Gerboth et Annalena Slamik sont ex-aequo à la quatrième mais à plus d'une minute de la leader. Yuna Kasai est sixième et elle devance Ronja Loh (de) et Ida Marie Hagen qui est à près de deux minutes. Nathalie Armbruster est treizième à deux minutes et trente secondes. Lors de la course de ski de fond, Gyda Westvold Hansen rattrape rapidement Ingrid Låte puis la lâche. Gyda Westvold Hansen l'emporte en solitaire. Il s'agit de sa première victoire en coupe du monde depuis plus d'un an et la première d'une combinée sur un grand tremplin. Lisa Hirner double également Ingrid Låte et elle parvient à conserver pour quelques secondes la deuxième place. Elle devance Ida Marie Hagen qui est remonté jusqu'à la troisième grâce au meilleur temps de ski. Ingrid Låte termine quatrième ce qui est son meilleur résultat en coupe du monde. Minja Korhonen (fi) est cinquième et elle devance Nathalie Armbruster qui termine sixième ce qui lui permet de remporter le classement général de la coupe du monde. Chez les hommes, Jarl Magnus Riiber domine le concours de saut grâce à un saut à 129,5 m réalisé avec moins d'élan que les autres concurrents,. Il devance de quelques secondes Johannes Lamparter, Vinzenz Geiger, Franz-Josef Rehrl et Simen Tiller qui ont tous sauté aux environs de 133 m. Wendelin Thannheimer est sixième à 13 s  et il devance deux autres Allemands : Terence Weber est à 23 s et Manuel Faißt est à 28 s. Johannes Rydzek, Ilkka Herola et Julian Schmid sont à environ une minute du leader. Dès le début de la course, quatre athlètes se rejoignent et forment un groupe. Il s'agit de Jarl Magnus Riiber, de Johannes Lamparter, de Vinzenz Geiger et de Franz-Josef Rehrl. Les quatre athlètes font la course ensemble et la victoire se joue entre eux dans le dernier tour. Dans la dernière montée, Jarl Magnus Riiber et Vinzenz Geiger distancent les deux Autrichiens et la victoire se joue dans la dernière ligne droite. Vinzenz Geiger prend le meilleur sur Jarl Magnus Riiber et il signe sa septième victoire de la saison. Jarl Magnus Riiber considère avoir été gêné par l'Allemand et il dépose une réclamation qui est finalement rejetée. Johannes Lamparter termine troisième devant Franz-Josef Rehrl. Ilkka Herola prend la cinquième place mais à près d'une minute. Wendelin Thannheimer bat Johannes Rydzek à la photo-finish pour la sixième place.
Le lendemain, la dernière course féminine est au programme. Le saut d'entrainement est annulé mais le concours de compétition peut avoir lieu. C'est Ingrid Låte (de) qui domine le concours de saut grâce à un saut à 124 m. Elle devance Gyda Westvold Hansen qui a sauté à 119 m avec moins d'élan et  Lisa Hirner qui a également sauté à 124 m. Haruka Kasai est quatrième et elle devance Annalena Slamik, Claudia Purker, Heta Hirvonen (it), Yuna Kasai ou encore Ida Marie Hagen. La course de ski de fond est dominée par Gyda Westvold Hansen. Elle profite de l'abandon (non partante de la course de ski de fond) d'Ingrid Låte en raison d'une blessure au dos pour partir en tête et elle fait une course en solitaire pour l'emporter. Derrière, Ida Marie Hagen réalise le meilleur temps de ski en 13 min et 23 s malgré une chute. Elle termine à 15 s de Gyda Westvold Hansen. Derrière, un trio composé d'Haruka Kasai, de Lisa Hirner et de Nathalie Armbruster se joue la joue troisième place. Dans la dernière ligne droite, Lisa Hirner chute et elle termine cinquième. Haruka Kasai termine troisième devant Nathalie Armbruster qui s'assure le globe de la spécialité compact malgré sa quatrième place,. Chez les hommes, le concours de saut est disputé dans des conditions de vents changeantes. Ilkka Herola réalise le record du tremplin à 146 m. Le précédent record était détenu par le sauteur spécial Robert Johansson à 144 m. Ilkka Herola devance de 10 m le deuxième Franz-Josef Rehrl mais cela ne lui octroie que 6 s d'avance car il s'agit d'une compétition compacte. Johannes Lamparter réalise 119 m ce qui lui permet d'être troisième. Il devance Laurent Muhlethaler, Stefan Rettenegger, Otto Niittykoski (fi) et Vinzenz Geiger. Jarl Magnus Riiber a sauté à 110,5 m ce qui lui permet de se classer 21e à une minute du leader. Jens Lurås Oftebro n'a sauté qu'à 96 m et il est à la 34e place. Peu avant le départ de la course, Jarl Magnus Riiber annonce qu'il s'agit de sa dernière course de sa carière. Lors de la course de ski de fond, Ilkka Herola fait la course en tête et il l'emporte en solitaire. En comptant les épreuves par équipes, le Finlandais a eu besoin de 251 départs pour atteindre la plus haute marche du podium. Il s'agit de la première victoire d'un Finlandais depuis le 6 mars 2010 et la dernière victoire d'Hannu Manninen. Pour la deuxième place, Vinzenz Geiger est remonté jusqu'à la deuxième place grâce au deuxième temps de ski de fond. Grâce à cette deuxième place, il s'assure la victoire finale au classement général de la coupe du monde. Johannes Lamparter prend la troisième place devant Stefan Rettenegger et Laurent Mühlethaler. Einar Lurås Oftebro réalise le meilleur temps de ski ce qui lui permet de remonter de la 41e à la 12e place,. Jarl Magnus Riiber chute et il termine avant-dernier. Il est célébré par les athlètes à l'arrivée.

#### Lahti
Les dernières courses masculines ont lieu à Lahti sans Jarl Magnus Riiber. Lors de la première course, le concours de saut commence mais il est finalement annulé en raison d'un vent irrégulier et trop favorable. Ainsi, le saut de réserve est utilisé. Julian Schmid est en tête grâce à un saut à 126 m. L'Allemand est troisième du classement général de la coupe du monde et il devance de 8 s l'Autrichien Johannes Lamparter qui est juste derrière lui au classement général. Ryota Yamamoto est troisième et il devance Marco Heinis puis Wendelin Thannheimer, Franz-Josef Rehrl et Ilkka Herola qui est à 41 s du leader,. Lors de la course de ski de fond, Johannes Lamparter rattrape rapidement Julian Schmid et les deux athlètes courent quelques kilomètres ensemble. Ensuite, l'Autrichien lâche l'Allemand et il l'emporte en solitaire. Julian Schmid est rattrapé dans le dernier tour par Ilkka Herola et il doit se contenter de la troisième place derrière le Finlandais. Julian Schmid confesse après l'arrivée être heureux d'avoir pu conserver la troisième place car il était très fatigué en fin de course. Vinzenz Geiger réalise le meilleur temps de ski de fond ce qui lui permet de remonter de la 29e à la 4e place. Il échoue à une dizaine de secondes de Julian Schmid. Wendelin Thannheimer et Terence Weber termine cinquième et sixième.
Le lendemain, la dernière course de la saison est disputée. Lors du concours de saut, Johannes Lamparter réalise un saut à 134,5 m ce qui lui permet de prendre la tête dès le concours de saut avec 13 s d'avance. Il devance Laurent Muhlethaler qui sauté à 128,5 m, Terence Weber et Julian Schmid qui a sauté à 130 m et qui est à 5 s de Laurent Muhlethaler. Marco Heinis est cinquième mais à plus de trente secondes du leader et il devance Richard Stenzel, Franz-Josef Rehrl et Ilkka Herola. Lors de la course de ski de fond, Johannes Lamparter fait la course seul en tête et il l'emporte en solitaire. Derrière, trois athlètes (Laurent Muhlethaler, Terence Weber et Julian Schmid) forment un groupe de poursuivants. Terence Weber est lâché et Julian Schmid prend la deuxième place devant Laurent Muhlethaler. Ilkka Herola réussit à remonter jusqu'à la quatrième place et il devance Franz-Josef Rehrl et Terence Weber.

### Bilan de la compétition
Chez les femmes, Nathalie Armbruster remporte pour la première fois le classement général de la compétition. Elle est la première allemande a y parvenir. Ida Marie Hagen a remporté les sept premières courses de la saison mais sa disqualification à Seefeld lors du Triple l'a privée de nombreux points. Ensuite, une chute à Otepää a permis à Nathalie Armbruster de conforter son avance. Au final, Nathalie Armbruster l'emporte devant Ida Marie Hagen et Haruka Kasai. Maria Gerboth est la meilleure sauteuse et Ida Marie Hagen la meilleure fondeuse. Les « petits globes » de spécialité sont remportées par Nathalie Armbruster (compact) et Haruka Kasai (mass-start).
Chez les hommes, Vinzenz Geiger remporte pour la première fois le classement général. Il devance de 121 points Jarl Magnus Riiber qui n'a pas disputé les deux dernières courses. Johannes Lamparter est troisième devant Julian Schmid. Vinzenz Geiger remporte le classement du « petit globe » du compact et Jarl Magnus Riiber celui du mass start. Le classement des nations est dominé par L'Allemagne. 
Plusieurs athlètes annoncent leurs retraites à l'issue de la saison. Svenja Würth qui a fait du saut à ski puis du combiné nordique prend sa retraite. Chez les Norvégiens, Jarl Magnus Riiber et Jørgen Graabak arrêtent leurs carrières. Jørgen Graabak a notamment remporté quatre titres olympiques. Jarl Magnus Riiber prend sa retraite notamment en raison de la maladie de Crohn à 27 ans. Il conclut sa carrière avec 78 victoires en coupe du monde, cinq classements généraux de la coupe du monde, onze titres mondiaux et une médaille d'argent aux Jeux olympiques. Il intègre le staff de l'équipe norvégienne de combiné nordique. Espen Bjørnstad n'a pas été sélectionné pour les championnats du monde et il décide d'arrêter le combiné nordique et de se consacrer au saut à ski,.
A l'issue de la saison, la suspension pour dopage de Mario Seidl est confirmée par le Tribunal arbitral du sport. L'Autrichien est blessé et il a manqué l'intégralité de la saison 2024/2025 de la coupe du monde. Il n'est pas sûr de pouvoir participer à la saison 2025/2026. L'Autrichien perd tous ses résultats entre le 6 octobre 2016 et le 18 février 2017 ainsi que ceux entre le 19 février et le 1er avril 2019. L'équipe d'Autriche dont il faisait partie perd ainsi sa médaille de bronze obtenue lors de l'épreuve par équipes des Mondiaux 2019 de Seefeld. 
Lors de l'intersaison, Christoph Eugen, ancien entraîneur de l'Autriche, rejoint le staff de l'équipe de Finlande.

## Tableau d'honneur
| Discipline        | Homme              | Femme               |
| ----------------- | ------------------ | ------------------- |
| Général           | Vinzenz Geiger     | Nathalie Armbruster |
| Compact           | Vinzenz Geiger     | Nathalie Armbruster |
| Mass-start        | Jarl Magnus Riiber | Haruka Kasai        |
| Coupe des nations | Allemagne          | Allemagne           |

## Classement général

### Femmes
| Rang | Nom                  | Points |
| ---- | -------------------- | ------ |
|      | Nathalie Armbruster  | 1130   |
| 2    | Ida Marie Hagen      | 1042   |
| 3    | Haruka Kasai         | 1029   |
| 4    | Yuna Kasai           | 854    |
| 5    | Gyda Westvold Hansen | 842    |
| 6    | Léna Brocard         | 656    |
| 7    | Minja Korhonen       | 652    |
| 8    | Jenny Nowak          | 609    |
| 9    | Alexa Brabec         | 559    |
| 10   | Maria Gerboth        | 552    |

| Rang | Nation     | Points |
| ---- | ---------- | ------ |
|      | Allemagne  | 3279   |
| 2    | Norvège    | 3019   |
| 3    | Japon      | 2458   |
| 4    | Autriche   | 1533   |
| 5    | Finlande   | 1031   |
| 6    | États-Unis | 956    |
| 7    | France     | 739    |
| 8    | Slovénie   | 703    |
| 9    | Italie     | 464    |
| 10   | Pologne    | 325    |

| Rang | Nom                  | Points |
| ---- | -------------------- | ------ |
|      | Nathalie Armbruster  | 520    |
| 2    | Ida Marie Hagen      | 480    |
| 3    | Gyda Westvold Hansen | 440    |
| 4    | Haruka Kasai         | 415    |
| 5    | Yuna Kasai           | 330    |
| 6    | Marte Leinan Lund    | 285    |
| 7    | Léna Brocard         | 275    |
| 8    | Alexa Brabec         | 242    |
| 9    | Ema Volavšek         | 240    |
| 10   | Minja Korhonen       | 230    |

| Rang | Nom                 | Points |
| ---- | ------------------- | ------ |
|      | Haruka Kasai        | 235    |
| 2    | Ida Marie Hagen     | 232    |
| 3    | Yuna Kasai          | 230    |
| 4    | Nathalie Armbruster | 220    |
| 5    | Jenny Nowak         | 171    |
| 6    | Léna Brocard        | 164    |
| 7    | Minja Korhonen      | 142    |
| 8    | Maria Gerboth       | 133    |
| 9    | Cindy Haasch        | 129    |
| 10   | Ema Volavšek        | 128    |

| Rang | Nom                 | Points |
| ---- | ------------------- | ------ |
|      | Maria Gerboth       | 985    |
| 2    | Haruka Kasai        | 902    |
| 3    | Yuna Kasai          | 901    |
| 4    | Nathalie Armbruster | 796    |
| 5    | Annalena Slamik     | 747    |
| 6    | Ida Marie Hagen     | 702    |
| 7    | Claudia Purker      | 691    |
| 8    | Jenny Nowak         | 682    |
| 9    | Léna Brocard        | 589    |
| 10   | Ingrid Låte         | 580    |

| Rang | Nom                  | Points |
| ---- | -------------------- | ------ |
|      | Ida Marie Hagen      | 1190   |
| 2    | Nathalie Armbruster  | 1130   |
| 3    | Marte Leinan Lund    | 840    |
| 4    | Haruka Kasai         | 825    |
| 5    | Gyda Westvold Hansen | 808    |
| 6    | Minja Korhonen       | 705    |
| 7    | Ema Volavšek         | 683    |
| 8    | Léna Brocard         | 667    |
| 9    | Alexa Brabec         | 660    |
| 10   | Yuna Kasai           | 611    |

### Hommes
| Rang | Nom                | Points |
| ---- | ------------------ | ------ |
|      | Vinzenz Geiger     | 1506   |
| 2    | Jarl Magnus Riiber | 1385   |
| 3    | Johannes Lamparter | 1317   |
| 4    | Julian Schmid      | 1285   |
| 5    | Ilkka Herola       | 1114   |
| 6    | Jens Lurås Oftebro | 1073   |
| 7    | Stefan Rettenegger | 854    |
| 8    | Franz-Josef Rehrl  | 826    |
| 9    | Johannes Rydzek    | 801    |
| 10   | Kristjan Ilves     | 743    |

| Rang | Nation     | Points |
| ---- | ---------- | ------ |
|      | Allemagne  | 6179   |
| 2    | Autriche   | 5340   |
| 3    | Norvège    | 4976   |
| 4    | Finlande   | 1551   |
| 5    | France     | 1019   |
| 6    | Japon      | 980    |
| 7    | Estonie    | 743    |
| 8    | États-Unis | 600    |
| 9    | Italie     | 392    |
| 10   | Tchéquie   | 172    |

| Rang | Nom                | Points |
| ---- | ------------------ | ------ |
|      | Vinzenz Geiger     | 540    |
| 2    | Jarl Magnus Riiber | 450    |
| 3    | Johannes Lamparter | 440    |
| 4    | Julian Schmid      | 400    |
| 5    | Ilkka Herola       | 327    |
| 6    | Jens Lurås Oftebro | 296    |
| 7    | Stefan Rettenegger | 264    |
| 8    | Franz-Josef Rehrl  | 230    |
| 9    | Johannes Rydzek    | 222    |
| 10   | Kristjan Ilves     | 218    |

| Rang | Nom                | Points |
| ---- | ------------------ | ------ |
|      | Jarl Magnus Riiber | 390    |
| 2    | Johannes Lamparter | 281    |
| 3    | Vinzenz Geiger     | 278    |
| 4    | Julian Schmid      | 235    |
| 5    | Jens Lurås Oftebro | 234    |
| 6    | Ilkka Herola       | 230    |
| 7    | Franz-Josef Rehrl  | 196    |
| 8    | Manuel Faißt       | 193    |
| 9    | Kristjan Ilves     | 179    |
| 10   | Stefan Rettenegger | 165    |

| Rang | Nom                  | Points |
| ---- | -------------------- | ------ |
|      | Jarl Magnus Riiber   | 1489   |
| 2    | Franz-Josef Rehrl    | 1223   |
| 3    | Johannes Lamparter   | 1197   |
| 4    | Thomas Rettenegger   | 1197   |
| 5    | Julian Schmid        | 968    |
| 6    | Vinzenz Geiger       | 952    |
| 7    | Ryōta Yamamoto       | 870    |
| 8    | Martin Fritz         | 850    |
| 9    | Wendelin Thannheimer | 806    |
| 10   | Ilkka Herola         | 743    |

| Rang | Nom                | Points |
| ---- | ------------------ | ------ |
|      | Jens Lurås Oftebro | 1451   |
| 2    | Vinzenz Geiger     | 1201   |
| 3    | Stefan Rettenegger | 923    |
| 4    | Jørgen Graabak     | 988    |
| 5    | Julian Schmid      | 978    |
| 6    | Ilkka Herola       | 977    |
| 7    | Andreas Skoglund   | 866    |
| 8    | Kristjan Ilves     | 860    |
| 9    | Johannes Lamparter | 830    |
| 10   | Fabio Obermeyr     | 782    |

## Résultats

### Femmes
| Étape | Date            | Épreuve                           | Vainqueur       | Deuxième             | Troisième            | Leader du classement |
| ----- | --------------- | --------------------------------- | --------------- | -------------------- | -------------------- | -------------------- |
| 1     | 6 décembre 2024 | Gundersen individuel HS 98 — 5 km | Ida Marie Hagen | Gyda Westvold Hansen | Lisa Hirner          | Ida Marie Hagen      |
| 2     | 7 décembre 2024 | Compact individuel HS 98 — 5 km   | Ida Marie Hagen | Nathalie Armbruster  | Gyda Westvold Hansen | Ida Marie Hagen      |

| Étape | Date             | Épreuve                         | Vainqueur       | Deuxième            | Troisième            | Leader du classement |
| ----- | ---------------- | ------------------------------- | --------------- | ------------------- | -------------------- | -------------------- |
| 3     | 20 décembre 2024 | Mass start 5 km — HS 97         | Ida Marie Hagen | Haruka Kasai        | Minja Korhonen (fi)  | Ida Marie Hagen      |
| 4     | 21 décembre 2024 | Compact individuel HS 97 — 5 km | Ida Marie Hagen | Nathalie Armbruster | Gyda Westvold Hansen | Ida Marie Hagen      |

| Étape | Date            | Épreuve                            | Vainqueur       | Deuxième             | Troisième         | Leader du classement |
| ----- | --------------- | ---------------------------------- | --------------- | -------------------- | ----------------- | -------------------- |
| 5     | 18 janvier 2024 | Gundersen individuel HS 100 — 4 km | Ida Marie Hagen | Nathalie Armbruster  | Haruka Kasai      | Ida Marie Hagen      |
| 6     | 19 janvier 2024 | Compact individuel HS 100 — 6 km   | Ida Marie Hagen | Gyda Westvold Hansen | Marte Leinan Lund | Ida Marie Hagen      |

|                                                 |                  |                                      |                     |                      |                     |                      |
| Les Trois Jours du combiné nordique             |                  |                                      |                     |                      |                     |                      |
| Étape                                           | Date             | Épreuve                              | Vainqueur           | Deuxième             | Troisième           | Leader du classement |
| 7                                               | 31 janvier 2025  | Mass Start 5 km — HS 109             | Ida Marie Hagen     | Gyda Westvold Hansen | Nathalie Armbruster | Ida Marie Hagen      |
| 8                                               | 1er février 2025 | Compact individuel HS 109 — 5 km     | Nathalie Armbruster | Gyda Westvold Hansen | Haruka Kasai        | Ida Marie Hagen      |
| 9                                               | 2 février 2025   | Gundersen individuel HS 109 — 7,5 km | Nathalie Armbruster | Gyda Westvold Hansen | Haruka Kasai        | Nathalie Armbruster  |
| Vainqueur des Trois Jours : Nathalie Armbruster |                  |                                      |                     |                      |                     |                      |
|                                                 |                  |                                      |                     |                      |                     |                      |

| Étape | Date           | Épreuve                           | Vainqueur           | Deuxième        | Troisième           | Leader du classement |
| ----- | -------------- | --------------------------------- | ------------------- | --------------- | ------------------- | -------------------- |
| 10    | 7 février 2025 | Mass start 5 km — HS 97           | Yuna Kasai          | Haruka Kasai    | Jenny Nowak         | Nathalie Armbruster  |
| 11    | 8 février 2025 | Gundersen individuel HS 97 — 5 km | Ida Marie Hagen     | Haruka Kasai    | Nathalie Armbruster | Nathalie Armbruster  |
| 12    | 9 février 2025 | Compact individuel HS 97 — 5 km   | Nathalie Armbruster | Ida Marie Hagen | Haruka Kasai        | Nathalie Armbruster  |

|                                                                                       |  |  |  |  |  |  |
| Trondheim Championnats du monde de ski nordique 2025 (25 février 2025 au 9 mars 2025) |  |  |  |  |  |  |
|                                                                                       |  |  |  |  |  |  |

| Étape | Date         | Épreuve                            | Vainqueur            | Deuxième        | Troisième       | Leader du classement |
| ----- | ------------ | ---------------------------------- | -------------------- | --------------- | --------------- | -------------------- |
| 13    | 15 mars 2025 | Gundersen individuel HS 134 — 5 km | Gyda Westvold Hansen | Lisa Hirner     | Ida Marie Hagen | Nathalie Armbruster  |
| 14    | 16 mars 2025 | Compact individuel HS 134 — 5 km   | Gyda Westvold Hansen | Ida Marie Hagen | Haruka Kasai    | Nathalie Armbruster  |

### Hommes
| 7e édition du Ruka Tour                 |                   |                                     |                    |                    |                |                      |
| Étape                                   | Date              | Épreuve                             | Vainqueur          | Deuxième           | Troisième      | Leader du classement |
| 1                                       | 29 novembre 2024  | Compact individuel HS 142 — 7,5 km  | Jarl Magnus Riiber | Vinzenz Geiger     | Julian Schmid  | Jarl Magnus Riiber   |
| 2                                       | 30 novembre 2024  | Gundersen individuel HS 142 — 10 km | Johannes Rydzek    | Julian Schmid      | Vinzenz Geiger | Jarl Magnus Riiber   |
| 3                                       | 1er décembre 2024 | Mass start 10 km — HS 142           | Vinzenz Geiger     | Jarl Magnus Riiber | Manuel Faisst  | Vinzenz Geiger       |
| Vainqueur du Ruka Tour : Vinzenz Geiger |                   |                                     |                    |                    |                |                      |

| Étape | Date            | Épreuve                            | Vainqueur          | Deuxième      | Troisième          | Leader du classement |
| ----- | --------------- | ---------------------------------- | ------------------ | ------------- | ------------------ | -------------------- |
| 4     | 7 décembre 2024 | Gundersen individuel HS 98 — 10 km | Jarl Magnus Riiber | Julian Schmid | Johannes Lamparter | Jarl Magnus Riiber   |
| 5     | 8 décembre 2024 | Compact individuel HS 138 — 7,5 km | Vinzenz Geiger     | Julian Schmid | Jarl Magnus Riiber | Jarl Magnus Riiber   |

| Étape | Date             | Épreuve                            | Vainqueur          | Deuxième           | Troisième      | Leader du classement |
| ----- | ---------------- | ---------------------------------- | ------------------ | ------------------ | -------------- | -------------------- |
| 6     | 20 décembre 2024 | Mass Start 10 km — HS 97           | Jarl Magnus Riiber | Jens Lurås Oftebro | Kristjan Ilves | Jarl Magnus Riiber   |
| 7     | 21 décembre 2024 | Gundersen individuel HS 97 — 10 km | Vinzenz Geiger     | Ilkka Herola       | Julian Schmid  | Jarl Magnus Riiber   |

| Étape | Date            | Épreuve                             | Vainqueur          | Deuxième           | Troisième      | Leader du classement |
| ----- | --------------- | ----------------------------------- | ------------------ | ------------------ | -------------- | -------------------- |
| 8     | 18 janvier 2024 | Gundersen individuel HS 100 — 10 km | Jens Lurås Oftebro | Johannes Lamparter | Ilkka Herola   | Jarl Magnus Riiber   |
| 9     | 19 janvier 2024 | Compact individuel HS 100 — 8 km    | Johannes Lamparter | Jarl Magnus Riiber | Vinzenz Geiger | Jarl Magnus Riiber   |

|                                            |                  |                                       |                    |                    |                    |                      |
| Les Trois Jours du combiné nordique        |                  |                                       |                    |                    |                    |                      |
| Étape                                      | Date             | Épreuve                               | Vainqueur          | Deuxième           | Troisième          | Leader du classement |
| 10                                         | 31 janvier 2025  | Mass Start 10 km — HS 109             | Jarl Magnus Riiber | Johannes Lamparter | Jens Lurås Oftebro | Jarl Magnus Riiber   |
| 11                                         | 1er février 2025 | Compact individuel HS 109 — 7,5 km    | Jens Lurås Oftebro | Jarl Magnus Riiber | Vinzenz Geiger     | Jarl Magnus Riiber   |
| 12                                         | 2 février 2025   | Gundersen individuel HS 109 — 12,5 km | Vinzenz Geiger     | Jarl Magnus Riiber | Jens Lurås Oftebro | Jarl Magnus Riiber   |
| Vainqueur des Trois Jours : Vinzenz Geiger |                  |                                       |                    |                    |                    |                      |
|                                            |                  |                                       |                    |                    |                    |                      |

| Étape | Date           | Épreuve                            | Vainqueur          | Deuxième           | Troisième          | Leader du classement |
| ----- | -------------- | ---------------------------------- | ------------------ | ------------------ | ------------------ | -------------------- |
| 13    | 7 février 2025 | Mass start 10 km — HS 97           | Jarl Magnus Riiber | Johannes Lamparter | Vinzenz Geiger     | Jarl Magnus Riiber   |
| 14    | 8 février 2025 | Gundersen individuel HS 97 — 10 km | Vinzenz Geiger     | Jarl Magnus Riiber | Jens Lurås Oftebro | Jarl Magnus Riiber   |
| 15    | 9 février 2025 | Compact individuel HS 97 — 7,5 km  | Vinzenz Geiger     | Jarl Magnus Riiber | Julian Schmid      | Jarl Magnus Riiber   |

|                                                                                       |  |  |  |  |  |  |
| Trondheim Championnats du monde de ski nordique 2025 (25 février 2025 au 9 mars 2025) |  |  |  |  |  |  |
|                                                                                       |  |  |  |  |  |  |

| Étape | Date         | Épreuve                             | Vainqueur      | Deuxième           | Troisième          | Leader du classement |
| ----- | ------------ | ----------------------------------- | -------------- | ------------------ | ------------------ | -------------------- |
| 16    | 15 mars 2025 | Gundersen individuel HS 134 — 10 km | Vinzenz Geiger | Jarl Magnus Riiber | Johannes Lamparter | Jarl Magnus Riiber   |
| 17    | 16 mars 2025 | Compact individuel HS 134 — 7,5 km  | Ilkka Herola   | Vinzenz Geiger     | Johannes Lamparter | Vinzenz Geiger       |

| Étape | Date         | Épreuve                             | Vainqueur          | Deuxième      | Troisième           | Leader du classement |
| ----- | ------------ | ----------------------------------- | ------------------ | ------------- | ------------------- | -------------------- |
| 18    | 21 mars 2025 | Gundersen individuel HS 130 — 10 km | Johannes Lamparter | Ilkka Herola  | Julian Schmid       | Vinzenz Geiger       |
| 19    | 22 mars 2025 | Gundersen individuel HS 130 — 10 km | Johannes Lamparter | Julian Schmid | Laurent Muhlethaler | Vinzenz Geiger       |